# NLE 7–11
Die fünf normalspurigen Tenderlokomotiven NLE 7–11 waren Dampflokomotiven für den Rangier- und Werkbahnbetrieb und wurden von Hanomag in der Zeit von 1901 bis 1907 für die Niederlausitzer Eisenbahn gebaut. 1912 kam noch eine Lokomotive von Orenstein & Koppel als Nummer 5 in Zweitbesetzung hinzug. 1932 erhielten sie die Bezeichnung 31 bis 36 der Deutschen Eisenbahn-Gesellschaft.
Die Lokomotiven wurden bis 1967 eingesetzt. Sie gelangten zur Deutschen Reichsbahn und erhielten die Betriebsnummern 89 6201–6203 und 6213–6214 sowie 89 6226. Es ist keine Lokomotive erhalten.

## Geschichte und Einsatz

### Vorkriegsgeschichte

#### NLE 7–11, 5II
Die Lokomotiven waren eine Weiterentwicklung der preußischen T 3, die die Niederlausitzer Eisenbahn seit 1897 in ihrem Bestand hatte. Sie wurden von Hanomag auch für den Personenzugverkehr bei der Privatbahn entwickelt. Sie unterschieden sie sich durch die Heusinger-Steuerung und die größeren Raddurchmesser. Der Besteller hatte zudem einen leistungsfähigeren Kessel gefordert.
Die fünf Lokomotiven wurden als 7–11 bezeichnet, 1912 kam die Lokomotive von Orenstein & Koppel als Nummer 5 in Zweitbesetzung hinzu. Alle Quellen sprechen für diese vom Hersteller Orenstein & Koppel, sie wird in einer anderen Quelle im konstruktiven Zusammenhang mit den Hanomag-Lokomotiven betrachtet.

#### NLE 31–36
1932 erhielten sie die Bezeichnung 31–36 der Deutschen Eisenbahn-Gesellschaft. Alle Fahrzeuge überstanden den Zweiten Weltkrieg.

#### DR 89 6201–6203, 6213–6214 und 89 6226
Nach 1949 wurden alle Loks durch Verstaatlichung von der Deutschen Reichsbahn übernommen. Die ehemalige NLE 9 war 1948 in einen Unfall verwickelt und wurde abgestellt, bis sie 1953 ausgemustert wurde.
Die anderen Lokomotiven waren 1950 in Luckau beheimatet und versahen ihren Dienst bis zur Mitte der 1960er Jahre. Dabei gelangten sie auch in andere Bahnbetriebswerke. Am längsten in Betrieb waren die 89 6201, 6202 und 6213, die im Bahnbetriebswerk Gera, im Bahnbetriebswerk Aue und Bahnbetriebswerk Wittenberge erst 1966 ausgemustert wurden. Die 89 6214 und 6226 wurden 1960 an Betriebe verkauft. Der weitere Lebensweg ist nicht bekannt.

## Konstruktion
Die Hanomag-Lokomotiven für die NLE waren robuste und anspruchslose Fahrzeuge, die eine lange Lebensdauer hatten. Die Dreikuppler besaßen einen Blechrahmen in Nietkonstruktion. Zum Teil diente der Rahmen als Wasserkastenrahmen. Die Federn der ersten beiden Achsen und die Ausgleichshebel waren oberhalb der Rahmenwangen angeordnet. Treibradsatz war der zweite Radsatz. Die Heusinger-Steuerung wurde durch Flachschieber gesteuert. Der Kreuzkopf wurde zweischienig auf der Gleitbahn geführt.
Der Kessel war mit geringen Änderungen von dem der WLE 81–83 übernommen worden und bestand aus zwei Schüssen. Auf dem vorderen saß der Dampfdom mit dem Flachschieberregler, auf dem hinteren der runde Sandkasten angeordnet. Der Stehkessel besaß eine Feuerbüchse mit waagerechtem Rost. Vor dem Führerhaus war auf dem Stehkessel das Sicherheitsventil Bauart Ramsbotton angeordnet. Die Rauchkammer und das Führerhaus entsprachen der Bauart der T 3. Gespeist wurde der Kessel von zwei Strahlpumpen.
Rechts und links vor dem Führerhaus befanden sich kurze seitliche Wasserkästen. Links war der Kohlenkasten vorhanden. Die Bremsausrüstung bestand aus der Indirekten Bremse von Knorr sowie der Wurfhebelbremse. Die Abbremsung der Radsätze erfolgte einseitig von vorn. Der Sandstreuer war handbetätigt und sandete den Treibradsatz von vorn und hinten. Auf dem Langkessel war das Läutewerk Bauart Latowski untergebracht, die Dampfpfeife saß hinter dem Sandkasten. Ursprünglich hatten die Lokomotiven Petroleumbeleuchtung, bei der Deutschen Reichsbahn erhielten sie eine elektrische Beleuchtung mit einem Turbogenerator.